# 西联镇
西联镇，是中华人民共和国广东省韶关市武江区下辖的一个乡镇级行政单位。

## 行政区划
西联镇下辖以下地区：
西联村、芙蓉村、车头村、下胡村、赤水村、阳山村、沐溪村和甘棠村。

## 交通
- 京广高速铁路：韶关站